# Domenico Montagnana
Domenico Montagnana (Lendinara, 1686 – Venetië 1750) was een Italiaans viool- en cellobouwer en wordt beschouwd als een der beste viool- en cellobouwers van zijn tijd. Zijn instrumenten, vooral zijn cello's, zijn extreem gewild bij orkesten, bekende musici en verzamelaars, en veel ervan zijn deel van verzamelingen van musea. De prijs voor een authentieke Montagnana kan oplopen tot honderdduizenden euro's bij veilingen.

## Biografie
Montagnana werd geboren in Lendinara, Italië in 1686. Hij begon strijkinstrumenten te bouwen (violen, cello's, altviolen) in Venetië in 1701. Gedurende zijn loopbaan als meesterbouwer bezocht hij enige van de bekendste bouwers van zijn tijd, waaronder Pietro Guarneri en Matteo Gofriller. Zijn werkplaats, die al in 1711 productie draaide, was gesitueerd aan de Calle degli Stagneri in Venetië.
In 1730 ontwierp hij een nieuw model viool, maar hij is vooral bekend vanwege zijn cello's, die als kenmerk hebben dat ze uitstekend geschikt zijn voor het spelen van concerten.
Montagnana overleed in Venetië in 1750.

## Erfenis
Veel van Montagnana's strijkinstrumenten zijn nog in omloop, en worden door beroemde music bespeeld of zijn deel van een particuliere of publieke verzameling. Musici die een Montagnana bespelen of bespeeld hebben zijn onder anderen Lionel Tertis, Lynn Harrell, Mischa Maisky, Heinrich Schiff, Truls Mørk, Alfred Wallenstein, Josef Roismann, Yo-Yo Ma, Maurice Eisenberg, Emanuel Feuermann, Daniel Saidenberg, Orlando Cole, Nathaniel Rosen en Ralph Kirshbaum.

### Bekende instrumenten
- Petunia (1733) - eigendom van Yo-Yo Ma
- Feuermann (1735) - Zwitserse verzameling
- Sleeping Beauty (1739) - eigendom van Heinrich Schiff
- Baron Steinheil (1740) (onbekend)
- Duchess of Cleaveland (1740) (onbekend)
- Ex-Servais(1738) - eigendom van Nathaniel Rosen